# Finale de la Coupe UEFA 1972-1973
La finale de la Coupe UEFA 1972-1973 est une rencontre de football disputée en matchs aller-retour opposant l'équipe anglaise du Liverpool FC aux Allemands du Borussia Mönchengladbach le 10 mai 1973 au stade Anfield de Liverpool, en Angleterre, puis le 23 mai 1973 au Bökelbergstadion de Mönchengladbach, en Allemagne de l'Ouest. Ce match est le dernier de l'édition 1972-1973 de la Coupe UEFA, troisième compétition majeure organisée par l'UEFA.
Les deux finalistes ont franchi cinq tours pour atteindre la finale, chacun de ces tours se disputant en matchs aller-retour. Liverpool n'a éprouvé de difficulté qu'en demi-finale face à Tottenham Hotspur, où les Reds ont concédé leur unique défaite, à Tottenham, et obtenu leur qualification grâce à la règle des buts marqués à l'extérieur et le but marqué sur le terrain adverse. Le Borussia Mönchengladbach quant à lui est resté invaincu, remportant neuf matchs sur les dix de manière convaincantes, avec à chaque tour un minimum de 4 buts d'écart en score cumulé dont un spectaculaire 9 à 2 face au FC Kaiserslautern en quarts de finale.
L'affluence du match aller est de 41 169 spectateurs. Durant celui-ci, Liverpool prend l'avantage par l'intermédiaire de Kevin Keegan à la 21e minute, qui double ensuite la mise onze minutes plus tard. Un dernier but de Larry Lloyd à la 61e minute achève de donner la victoire aux Anglais sur le score de 3 buts à 0. Lors du match retour, auquel assistent 34 905 personnes, le Borussia Mönchengladbach prend l'avantage par l'intermédiaire de Jupp Heynckes à la 29e minute, qui double la mise onze minutes plus tard. Les Allemands ne parviennent cependant pas à inscrire le troisième but et et leur victoire sur le score de 2 buts à 0 est insuffisante. Liverpool remporte son premier trophée européen sur le score cumulé de 3 à 2.

## Parcours des finalistes
Note : dans les résultats ci-dessous, le score du finaliste est toujours donné en premier (D : domicile ; E : extérieur).
| Liverpool FC        | Liverpool FC | Liverpool FC | Liverpool FC |                     | Borussia Mönchengladbach | Borussia Mönchengladbach | Borussia Mönchengladbach | Borussia Mönchengladbach |
| ------------------- | ------------ | ------------ | ------------ | ------------------- | ------------------------ | ------------------------ | ------------------------ | ------------------------ |
| Adversaire          | Total        | Aller        | Retour       | Tour                | Adversaire               | Total                    | Aller                    | Retour                   |
| Eintracht Francfort | 2 - 0        | 2 - 0 (D)    | 0 - 0 (E)    | 32e de finale       | Aberdeen FC              | 9 - 5                    | 3 - 2 (E)                | 6 - 3 (D)                |
| AEK Athènes FC      | 6 - 1        | 3 - 0 (D)    | 3 - 1 (E)    | 16e de finale       | Hvidovre IF              | 6 - 1                    | 3 - 0 (D)                | 3 - 1 (E)                |
| Dynamo Berlin       | 3 - 1        | 0 - 0 (E)    | 3 - 1 (D)    | Huitièmes de finale | FC Cologne               | 5 - 0                    | 0 - 0 (E)                | 5 - 0 (D)                |
| Dynamo Dresde       | 3 - 2        | 1 - 1 (E)    | 2 - 1 (D)    | Quarts de finale    | FC Kaiserslautern        | 9 - 2                    | 2 - 1 (E)                | 7 - 1 (D)                |
| Tottenham Hotspur   | 2E - 2       | 1 - 0 (D)    | 1 - 2 (E)    | Demi-finales        | FC Twente                | 5 - 1                    | 3 - 0 (D)                | 2 - 1 (E)                |

### Liverpool FC
Le Liverpool FC se qualifie pour la compétition en tant que troisième du championnat anglais. Il est opposé au club ouest-allemand de l'Eintracht Frankfurt en trente-deuxièmes de finale (premier tour). Liverpool remporte le match aller dans son stade d'Anfield sur le score de 2 buts à 0. Le match retour au Waldstadion de Francfort-sur-le-Main se termine sur un match nul 0-0, permettant à Liverpool de se qualifier (2 à 0 en cumulé),.
Liverpool rencontre en seizièmes de finale les Grecs de l'AEK Athènes. Le match aller se déroule à Anfield et voit une nouvelle victoire des Reds dans leur antre sur le score de 3 buts à 0. Une victoire 3 buts à 1 au stade Nikos Goumas d'Athènes permet à Liverpool de sceller une qualification facile,.
En huitièmes de finale, Liverpool rencontre les Est-allemands du Dynamo Berlin. Le match aller prend place au Sportforum de Berlin et se conclut sur un match nul zéro partout. Le match retour à Anfield se montre plus agité, Liverpool prenant l'avantage par le biais Phil Boersma dès la première minute et le Dynamo égalisant six minutes plus tard. Deux autres buts assurent la qualification aux Anglais (3 buts à 1),.
En quarts de finale, Liverpool rencontre à nouveau une équipe est-allemande, cette fois le Dynamo Dresde. Les Anglais l'emportent une nouvelle fois à Anfield sur le score de 2 buts à 0 avant de gagner également le match retour en Allemagne de l'Est par un but à zéro,.
La demi-finale voit s'opposer Liverpool au détenteur de la Coupe, Tottenham Hotspur. Les Reds remportent d'abord un match ouvert à Anfield sur le score d'un but à zéro. Le match retour à White Hart Lane se révèle tout aussi disputé, Tottenham prenant l'avantage en deuxième période par un but de Martin Peters avant que Liverpool n'égalise sept minutes plus tard par l'intermédiaire de Steve Heighway. Tottenham reprend ensuite l'avantage par Peters à nouveau, et le match s'achève sur le score de 2 buts à 1. C'est la seule défaite de Liverpool lors de cette campagne européenne. Les deux équipes sont à égalité sur l'ensemble des deux matchs (2 à 2), mais Liverpool obtient la qualification pour la finale grâce à la règle des buts marqués à l'extérieur,.

### Borussia Mönchengladbach
Le Borussia Mönchengladbach se qualifie pour la compétition en tant que troisième de Bundesliga. Il est opposé en 32e de finale au club écossais d'Aberdeen. Le match aller se joue au Pittodrie Stadium d'Aberdeen et voit la victoire des Allemands sur le score de 3 buts à 2. Lors du match retour, ceux-ci terminant le travail et l'emportent 6 à 3 pour une victoire cumulé de 9 buts à 5.
Le deuxième tour oppose le Borussia aux Danois d'Hvidovre. Le match aller en Allemagne de l'Ouest se conclut par une victoire 3 buts à 0 tandis que le match retour à Hvidovre voit les Allemands s'imposer 3 buts à 1 pour un score cumulé de 6 à 1.
En huitièmes de finale, le Borussia se voit opposé aux compatriotes du FC Cologne. Le match aller Müngersdorfer Stadion de Cologne se termine sur un match nul 0-0, tandis que le match retour voit Mönchengladbach l'emporter facilement sur le score de 5 buts à 0.
Le Borussia rencontre à nouveau une équipe ouest-allemande en quarts de finale, cette fois-ci le FC Kaiserslautern. Le match aller au Fritz-Walter-Stadion de Kaiserslautern voit une victoire 2 à 1 de Mönchengladbach suivi d'une nouvelle victoire à domicile sur le score de 7 buts à 1, pour un score cumulé de 9 à 2.
En demi-finales, les Allemands sont opposés aux Néerlandais de Twente. Le match aller en Allemagne de l'Ouest se termine sur une victoire 3-0 du Borussia, suivi d'une victoire 2-1 à l'extérieur pour un score total de 5 buts à 1 qualifiant le Borussia Mönchengladbach pour la finale.

## Contexte
Le Liverpool FC dispute à cette occasion sa deuxième finale de coupe européenne. La première s'était conclue par une défaite face à l'équipe ouest-allemande du Borussia Dortmund lors de la Coupe des coupes 1965-1966. Le Borussia Mönchengladbach dispute quant à lui sa première finale de Coupe d'Europe, le club n'avait auparavant jamais dépassé le second tour en Coupe des clubs champions en 1970-1971 et en 1971-1972 ayant été éliminé respectivement par Everton puis l'Inter Milan.
Au moment de la finale, Liverpool a déjà remporté le championnat d'Angleterre après une victoire 2-0 face à Leeds United. Cette victoire signifie alors que, quel que soit le résultat de la finale, Liverpool est qualifié pour la Coupe des clubs champions la saison suivante. Liverpool a cependant l'opportunité de devenir la première équipe anglaise à remporter le championnat national et une coupe d'Europe la même année. Le Borussia Mönchengladbach a quant à lui finit cinquième en Bundesliga. Le club a cependant remporté la coupe d'Allemagne, signifiant qu'il intégrerait la Coupe des vainqueurs de coupe la saison suivante.

## Match aller
Une intense pluie s'abat à Liverpool la semaine précédant le match aller, mais l'arbitre autrichien Erich Linemayr décide tout de même de faire jouer le match, prévu le 9 mai. Cependant, après quelques minutes, il apparaît clair que le terrain est impraticable, la pluie s'étant intensifiée après le coup d'envoi et les joueurs ne parvenant même plus à se passer la balle entre eux. L'arbitre décide finalement d'abandonner la rencontre après 27 minutes et de reporter le match au lendemain.

### Résumé

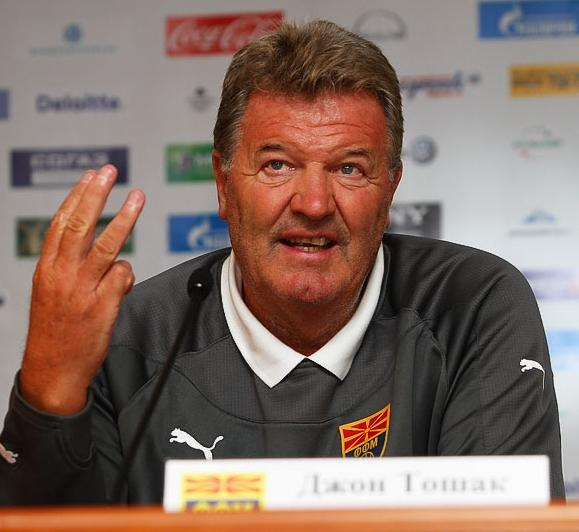
La titularisation de John Toshack lors du match aller rejoué contribue grandement à la victoire de Liverpool.

Les 27 minutes jouées la veille ont permis à l'entraîneur de Liverpool Bill Shankly de noter quelques faiblesses du côté du Borussia Mönchengladbach, en particulier les difficultés éprouvées par le défenseur Günter Netzer dans le jeu aérien. Pour exploiter cette faiblesse, Shankly décide de remplacer Brian Hall (en) par John Toshack. Ce changement s'avère payant lorsque, à la 21e minute, une tête de Toshack à la suite d'une passe de Chris Lawler traverse la surface de réparation et permet à Kevin Keegan d'inscrire le premier but en plongeant sur la balle pour l'envoyer dans le petit filet opposé.
Seulement quatre minutes plus tard, une passe en hauteur de Alec Lindsay dans la surface de réparation pousse le défenseur allemand Rainer Bonhof à la faute lorsque celui-ci touche le ballon de la main sous la pression de Toshack, offrant ainsi un penalty à Liverpool. Cependant, le tir de Keegan est repoussé par le gardien borussien Wolfgang Kleff qui pousse le ballon en corner. Le Borussia passe près de faire payer ce raté à Liverpool dans les minutes qui suivent, mais la frappe de Dietmar Danner touche le poteau. Keegan se rattrape à la 32e minute en marquant le but du doublé lorqu'une tête d'Emlyn Hughes envoyée dans la surface du Borussia est remise par Toshack à Keegan, qui la reprend de volée dans les neuf derniers mètres pour offrir à Liverpool un avantage de deux buts à zéro à la mi-temps.
En deuxième période, Liverpool accroît une nouvelle fois son avance par l'intermédiaire du défenseur Larry Lloyd, qui est laissé libre de tout marquage sur un corner de Keegan et inscrit le but du 3-0. Le Borussia a cependant l'occasion de revenir dans le match à la 65e minute lorsqu'un tacle de Steve Heighway sur Henning Jensen dans la surface de réparation est sifflée par l'arbitre Linemayr qui accorde un penalty à Mönchengladbach. L'attaquant Jupp Heynckes se charge de tirer le penalty et l'envoie sur le côté droit du gardien anglais Ray Clemence, qui saute du bon côté et repousse la frappe, empêchant aux Borussiens d'inscrire un but à l'extérieur. Aucun autre but n'est inscrit et Liverpool sort victorieux du match aller sur le score de 3 buts à 0.
Après le match, Shankly considère que ses joueurs ont réalisé un match de « classe internationale », étant particulièrement heureux de ne pas avoir concédé de but à l'extérieur. Le gardien Clemence revient par ailleurs sur son arrêt face à Jupp Heynckes, expliquant avoir vu le penalty que celui-ci avait tiré lors des demi-finales, et décidé de sauter du même côté.

### Feuille de match
| ·             |                     |     |
| Titulaires :  |                     |     |
|               |                     |     |
| 1             | Ray Clemence        |     |
| 2             | Chris Lawler        |     |
| 3             | Alec Lindsay        |     |
| 4             | Tommy Smith         |     |
| 5             | Larry Lloyd         |     |
| 6             | Emlyn Hughes        |     |
| 7             | Kevin Keegan        |     |
| 8             | Peter Cormack       |     |
| 9             | John Toshack        |     |
| 10            | Steve Heighway      | 83e |
| 11            | Ian Callaghan       |     |
|               |                     |     |
| Remplaçants : |                     |     |
| 12            | Brian Hall (en)     | 83e |
| 13            | Frankie Lane (en)   |     |
| 14            | Trevor Storton (en) |     |
| 15            | Phil Thompson       |     |
| 16            | Phil Boersma        |     |
|               |                     |     |
| Entraîneur :  |                     |     |
| Bill Shankly  |                     |     |

| ·                 |                      |     |
| Titulaires :      |                      |     |
|                   |                      |     |
| 1                 | Wolfgang Kleff       |     |
| 2                 | Dietmar Danner       |     |
| 3                 | Heinz Michallik (de) |     |
| 4                 | Berti Vogts          |     |
| 5                 | Rainer Bonhof        |     |
| 6                 | Christian Kulik      |     |
| 7                 | Henning Jensen       |     |
| 8                 | Herbert Wimmer       |     |
| 9                 | Bernd Rupp (en)      | 82e |
| 10                | Günter Netzer        |     |
| 11                | Jupp Heynckes        |     |
|                   |                      |     |
| Remplaçants :     |                      |     |
| 13                | Allan Simonsen       | 82e |
|                   |                      |     |
| Entraîneur :      |                      |     |
| Hennes Weisweiler |                      |     |

| ·             |                     |     |
| Titulaires :  |                     |     |
|               |                     |     |
| 1             | Ray Clemence        |     |
| 2             | Chris Lawler        |     |
| 3             | Alec Lindsay        |     |
| 4             | Tommy Smith         |     |
| 5             | Larry Lloyd         |     |
| 6             | Emlyn Hughes        |     |
| 7             | Kevin Keegan        |     |
| 8             | Peter Cormack       |     |
| 9             | John Toshack        |     |
| 10            | Steve Heighway      | 83e |
| 11            | Ian Callaghan       |     |
|               |                     |     |
| Remplaçants : |                     |     |
| 12            | Brian Hall (en)     | 83e |
| 13            | Frankie Lane (en)   |     |
| 14            | Trevor Storton (en) |     |
| 15            | Phil Thompson       |     |
| 16            | Phil Boersma        |     |
|               |                     |     |
| Entraîneur :  |                     |     |
| Bill Shankly  |                     |     |

| ·                 |                      |     |
| Titulaires :      |                      |     |
|                   |                      |     |
| 1                 | Wolfgang Kleff       |     |
| 2                 | Dietmar Danner       |     |
| 3                 | Heinz Michallik (de) |     |
| 4                 | Berti Vogts          |     |
| 5                 | Rainer Bonhof        |     |
| 6                 | Christian Kulik      |     |
| 7                 | Henning Jensen       |     |
| 8                 | Herbert Wimmer       |     |
| 9                 | Bernd Rupp (en)      | 82e |
| 10                | Günter Netzer        |     |
| 11                | Jupp Heynckes        |     |
|                   |                      |     |
| Remplaçants :     |                      |     |
| 13                | Allan Simonsen       | 82e |
|                   |                      |     |
| Entraîneur :      |                      |     |
| Hennes Weisweiler |                      |     |

## Match retour

### Résumé
La victoire 3-0 de Liverpool au match aller signifie que le Borussia Mönchengladbach doit impérativement inscrire trois buts sans en concéder pour que le match aille au moins en prolongation. Les Anglais viennent ainsi avec l'objectif de « contenir » les Allemands pour conserver leur avantage. La pluie vient à nouveau affecter la finale et de fortes averses s'abattent sur le terrain, donnant lieu à une pelouse glissante qui, couplée à une équipe borussienne qui n'a plus rien à perdre, pose énormément de problèmes à la défense liverpuldienne.
Conscient de sa tâche, le Borussia se lance à l'assaut du but de Liverpool en première période sous l'impulsion du milieu Günter Netzer, dont le jeu de passe est fondamental dans le jeu allemand. L'offensive incessante des Allemands porte ses fruits lorsque Jupp Heynckes inscrit le premier but du match sur une passe de Bernd Rupp par la droite à cinq mètres de la cage de Ray Clemence à la 29e minute. Heynckes inscrit un doublé onze minutes plus tard d'une frappe enroulée depuis le côté gauche de la surface de réparation de Liverpool.
En deuxième mi-temps, le Borussia n'a donc plus besoin que d'un seul but pour arracher la prolongation. Cependant, après une période de domination à la reprise, les Monchengladbachois n'arrivent plus à mettre la même intensité qu'en première période tandis que la fatigue des Allemands redonne confiance aux Anglais qui parviennent à défendre leur avantage jusqu'à la fin du match, maintenant le score à 2-0 pour remporter leur premier trophée européen sur le score cumulé de 3 buts à 2. Cette victoire permet à Liverpool de devenir la première équipe anglaise à remporter une compétition européenne ainsi que le championnat national durant la même saison.

### Feuille de match
| ·                 |                      |  |
| Titulaires :      |                      |  |
|                   |                      |  |
| 1                 | Wolfgang Kleff       |  |
| 2                 | Dietmar Danner       |  |
| 3                 | Ulrich Surau (en)    |  |
| 4                 | Berti Vogts          |  |
| 5                 | Rainer Bonhof        |  |
| 6                 | Christian Kulik      |  |
| 7                 | Henning Jensen       |  |
| 8                 | Herbert Wimmer       |  |
| 9                 | Bernd Rupp (en)      |  |
| 10                | Günter Netzer        |  |
| 11                | Jupp Heynckes        |  |
|                   |                      |  |
| Remplaçants :     |                      |  |
| 12                | Allan Simonsen       |  |
| 13                | Heinz Michallik (en) |  |
| 14                | Klaus-Dieter Sieloff |  |
| 15                | Bernd Schrage        |  |
|                   |                      |  |
| Entraîneur :      |                      |  |
| Hennes Weisweiler |                      |  |

| ·             |                     |     |
| Titulaires :  |                     |     |
|               |                     |     |
| 1             | Ray Clemence        |     |
| 2             | Chris Lawler        |     |
| 3             | Alec Lindsay        |     |
| 4             | Tommy Smith         |     |
| 5             | Larry Lloyd         |     |
| 6             | Emlyn Hughes        |     |
| 7             | Kevin Keegan        |     |
| 8             | Peter Cormack       |     |
| 9             | Steve Heighway      | 60e |
| 10            | John Toshack        |     |
| 11            | Ian Callaghan       |     |
|               |                     |     |
| Remplaçants : |                     |     |
| 13            | Frankie Lane (en)   |     |
| 14            | Trevor Storton (en) |     |
| 15            | Phil Thompson       |     |
| 16            | Phil Boersma        | 60e |
|               |                     |     |
| Entraîneur :  |                     |     |
| Bill Shankly  |                     |     |

| ·                 |                      |  |
| Titulaires :      |                      |  |
|                   |                      |  |
| 1                 | Wolfgang Kleff       |  |
| 2                 | Dietmar Danner       |  |
| 3                 | Ulrich Surau (en)    |  |
| 4                 | Berti Vogts          |  |
| 5                 | Rainer Bonhof        |  |
| 6                 | Christian Kulik      |  |
| 7                 | Henning Jensen       |  |
| 8                 | Herbert Wimmer       |  |
| 9                 | Bernd Rupp (en)      |  |
| 10                | Günter Netzer        |  |
| 11                | Jupp Heynckes        |  |
|                   |                      |  |
| Remplaçants :     |                      |  |
| 12                | Allan Simonsen       |  |
| 13                | Heinz Michallik (en) |  |
| 14                | Klaus-Dieter Sieloff |  |
| 15                | Bernd Schrage        |  |
|                   |                      |  |
| Entraîneur :      |                      |  |
| Hennes Weisweiler |                      |  |

| ·             |                     |     |
| Titulaires :  |                     |     |
|               |                     |     |
| 1             | Ray Clemence        |     |
| 2             | Chris Lawler        |     |
| 3             | Alec Lindsay        |     |
| 4             | Tommy Smith         |     |
| 5             | Larry Lloyd         |     |
| 6             | Emlyn Hughes        |     |
| 7             | Kevin Keegan        |     |
| 8             | Peter Cormack       |     |
| 9             | Steve Heighway      | 60e |
| 10            | John Toshack        |     |
| 11            | Ian Callaghan       |     |
|               |                     |     |
| Remplaçants : |                     |     |
| 13            | Frankie Lane (en)   |     |
| 14            | Trevor Storton (en) |     |
| 15            | Phil Thompson       |     |
| 16            | Phil Boersma        | 60e |
|               |                     |     |
| Entraîneur :  |                     |     |
| Bill Shankly  |                     |     |